# شوهی اوتسوکا
شوهی اوتسوکا (انگلیسی: Shohei Otsuka؛ زادهٔ ۱۱ آوریل ۱۹۹۰) بازیکن فوتبال اهل ژاپن است.
از باشگاه‌هایی که در آن بازی کرده‌است می‌توان به باشگاه فوتبال کاوازاکی فرونتال، باشگاه فوتبال جف یونایتد ایچیهارا چیبا، و باشگاه فوتبال گامبا اوساکا اشاره کرد.
وی همچنین در تیم‌های ملی فوتبال زیر ۱۷ سال ژاپن و زیر ۲۳ سال ژاپن بازی کرده‌است.
وی در مسابقات کشوری و بین‌المللی در مجموع برندهٔ ۱ مدال طلا شده‌است.